# Ministerul Agriculturii și Industriei Alimentare (Republica Moldova)
Ministerul Agriculturii și Industriei Alimentare (MAIA) este organul central de specialitate al administrației publice, subordonat Guvernului Republicii Moldova. Are misiunea de a asigura realizarea prerogativelor constituționale ale Guvernului la elaborarea și promovarea politicii de stat de dezvoltare durabilă a sectorului agro-industrial al țării, prin sporirea competitivității și productivității sectorului, precum și asigurarea inofensivității și suficienței alimentare a țării, în vederea creării premiselor pentru creșterea permanentă a bunăstării populației.

## Funcții
- Elaborarea și promovarea politicilor în domeniul dezvoltării piețelor de produse agroalimentare, inclusiv de producție ecologică, sporirea siguranței alimentare, inclusiv efectuarea analizelor de impact al politicilor.
- Asigurarea securității alimentare a țării în ceea ce privește calitatea, cantitatea și accesibilitatea alimentației.
- Planificarea strategică, analiza, monitorizarea și evaluarea politicilor elaborate în scopul asigurării corespunderii acestora cu strategiile și programele naționale și ajustarea politicilor existente la prioritățile și necesitățile de integrare europeană.
- Reglementarea, în condițiile legii, a modului de organizare și funcționare a pieței produselor agroalimentare și a siguranței alimentare.
- Asigurarea implementării politicilor în domeniile pieței produselor agroalimentare, producției ecologice, siguranței alimentare, la nivel național și local, colaborarea în acest sens cu reprezentanții autorităților de specialitate ale administrației publice centrale și locale, ai societății civile, precum și cu mass-media.
- Gestionarea programelor internaționale de asistență tehnică și financiară pentru susținerea reformei din sectoarele pieței de produse agroalimentare, siguranței alimentare.
- Elaborarea și promovarea unei politici tehnice orientate spre asigurarea folosirii raționale a resurselor energetice, inclusiv prin utilizarea pe larg a surselor regenerabile de energie; elaborarea și promovarea politicii de folosire rațională a parcului existent de mașini și tractoare, în scopul implementării tehnologiilor moderne în agricultură și sporirii eficienței producției agricole.

## Istoric denumiri
Ministerul Agriculturii a fost înființat la 6 iunie 1990. Ulterior, pe parcursul anilor, în urma restructurărilor din cadrul Guvernului RM, denumirea instituției s-a modificat de mai multe ori.
- Ministerul Agriculturii și Alimentației (1992–1998)
- Ministerul Agriculturii și Industriei Prelucrătoare (1998–2001)
- Ministerul Agriculturii, Dezvoltării Regionale și Mediului (2017–2021)
- Ministerul Agriculturii și Industriei Alimentare (1990–1992); (2001–2017); (2021–prezent)

## Conducere
- Ministru – Ludmila Catlabuga
- Secretar general – Sergiu Gherciu
- Secretari de stat – Iurie Scripnic, Andrian Digolean, Vasile Șarban și Alexandra Șian

## Lista miniștrilor Agriculturii și Industriei Alimentare
| №  | Nume (naștere–deces)       | Portret        | Mandat                | Mandat             | Observații             | Guvern                   |
| -- | -------------------------- | -------------- | --------------------- | ------------------ | ---------------------- | ------------------------ |
| 1  | Andrei Sangheli (1944–)    |                | 6 iunie 1990          | 1 iulie 1992       | prim-viceprim-ministru | Druc Muravschi           |
| 2  | Vitalie Gorincioi (1953–)  |                | 30 august 1992        | 24 ianuarie 1997   |                        | Sangheli I–II            |
| 3  | Gheorghe Lungu (1949–)     |                | 24 ianuarie 1997      | 22 mai 1998        |                        | Ciubuc I                 |
| 4  | Valeriu Bulgari (1956–)    |                | 22 mai 1998           | 21 decembrie 1999  |                        | Ciubuc II Sturza         |
| 5  | Ion Russu (1941–)          |                | 21 decembrie 1999     | 19 aprilie 2001    |                        | Braghiș                  |
| 6  | Dmitri Todoroglo (1944–)   |                | 19 aprilie 2001       | 19 aprilie 2005    | viceprim-ministru      | Tarlev I                 |
| 7  | Anatolie Gorodenco (1958–) |                | 19 aprilie 2005       | 25 septembrie 2009 |                        | Tarlev II Greceanîi I–II |
| 8  | Valeriu Cosarciuc (1955–)  |                | 25 septembrie 2009    | 14 ianuarie 2011   |                        | Filat I                  |
| 9  | Vasile Bumacov (1957–)     | Vasile Bumacov | 14 ianuarie 2011      | 18 februarie 2015  |                        | Filat II Leancă          |
| 10 | Ion Sula (1980–)           |                | 18 februarie 2015     | 20 ianuarie 2016   |                        | Gaburici Streleț         |
| 11 | Eduard Grama (1973–)       |                | 20 ianuarie 2016      | 20 martie 2017     |                        | Filip                    |
| 12 | Vasile Bîtca (1971–)       |                | 26 iulie              | 21 decembrie 2017  |                        | Filip                    |
| 13 | Liviu Volconovici (1956–)  |                | 10 ianuarie           | 18 septembrie 2018 |                        | Filip                    |
| 14 | Nicolae Ciubuc (1980–)     |                | 25 septembrie 2018    | 8 iunie 2019       |                        | Filip                    |
| 15 | Georgeta Mincu (1971–)     |                | 8 iunie               | 14 noiembrie 2019  |                        | Sandu                    |
| 16 | Ion Perju (1971–)          |                | 14 noiembrie 2019     | 6 august 2021      |                        | Chicu                    |
| 17 | Viorel Gherciu (1969–)     |                | 6 august 2021         | 8 iulie 2022       |                        | Gavrilița                |
| 18 | Vladimir Bolea (1971–)     |                | 8 iulie 2022          | 19 noiembrie 2024  | viceprim-ministru      | Gavrilița Recean         |
| 19 | Ludmila Catlabuga (1985–)  |                | din 19 noiembrie 2024 |                    |                        | Recean                   |